# فيفيان واد
فيفيان واد (بالفرنسية: Viviane Wade) (و. 1932 – م) هي سياسية من فرنسا ولدت في بيزانسون.